# NGC 6289
NGC 6289 ist eine 14,5 mag helle linsenförmige Galaxie vom Hubble-Typ E-S0 im Sternbild Drache am Nordsternhimmel, die schätzungsweise 499 Millionen Lichtjahre von der Milchstraße entfernt ist.
Das Objekt wurde am 19. August 1884 von Edward D. Swift entdeckt.